# 許遷
许迁，五代十国后汉、后周官员，郓州人。
许迁开始为本州牙将，性情刚直褊狭。后汉乾祐初年，为左屯卫将军，与少府监马从斌一起监造汉祖山陵法物，节财省用，减少开支数万计。改任左监门卫大将军，又加檢校司空。后汉末年，权知隰州。郭威即位，刘崇派遣儿子刘承钧率兵攻打平阳，经过隰州，敌众攻城，城中兵少，许迁激励开导，士气高昂，敌军受创，于是退去。郭威下诏抚谕，正授隰州刺史。许迁捕盗刑法过当，有时用钉固定盗贼，令部下将其凌迟割死。误判不当死罪之人，其家进京告发，皇帝下诏开封府审理。当时陈观为知府，与许迁不和，深入追查，想让许迁来当面受审，郭威以事状可原，只是罢去刺史，改为奉朝请，他大骂陈观，对王峻说：“相公执政，与你一起参议的人，应求贤德。陈观作为儒士无家行，为官多任意行事，只要了解他的事情，屠夫卖酒郎都耻与为伍，何况明公。”王峻没办法劝阻。不久得病，告归汶上后去世。